# 旗尾岳
旗尾岳（はたおだけ）は大阪府河内長野市にある標高548mの山である。

## 概要
大阪50山のひとつである。また、いわゆる郷土富士であり天見富士（あまみふじ）ともいう。
山頂は木々に囲まれ展望はほとんど無いが、山頂近くの鉄塔からの展望は良い。主な登山コースは天見駅→旗尾岳、府庁山方面→旗尾岳。この山だけを登山の対象とする人は少なく、この山と府庁山を縦走する人が多い。